# Великий Ґрджеваць
45°45′ пн. ш. 17°03′ сх. д. / 45.75° пн. ш. 17.05° сх. д.
Великий Ґрджеваць (хорв. Veliki Grđevac) — громада і населений пункт у Б'єловарсько-Білогорській жупанії Хорватії.

## Населення
Населення громади за даними перепису 2011 року становило 2 849 осіб. Населення самого поселення становило 1 200 осіб.
Динаміка чисельності населення громади:
Динаміка чисельності населення центру громади:

## Населені пункти
Крім поселення Великий Ґрджеваць, до громади також входять:
- Цремушина
- Доня Ковачиця
- Дражиця
- Горня Ковачиця
- Мала Писаниця
- Малий Грджеваць
- Павловаць
- Сибеник
- Тополовиця
- Зринська